# CGC Viareggio 1994-1995
Questa voce raccoglie le informazioni riguardanti del CGC Viareggio nelle competizioni ufficiali della stagione 1994-1995.

## Stagione
Ventesimo campionato di Serie A1. Prosegue la politica che mette al primo posto il bilancio del sodalizio. L'obbiettivo è la salvezza: nono posto.

## Maglie e sponsor
| 1ª divisa | 2ª divisa |

## Organico

### Giocatori
Dati tratti dal sito internet ufficiale della Federazione Italiana Sport Rotellistici.
| N° | Naz.               | Ruolo | Sportivo              |  |  |  |
| -- | ------------------ | ----- | --------------------- |  |  |  |
|    | Italia (bandiera)  | P     | Alberto Bacci         |  |  |  |
|    | Italia (bandiera)  | P     | Jacopo Monselesan     |  |  |  |
|    | Italia (bandiera)  | E     | Stefano Camporeggi    |  |  |  |
|    | Italia (bandiera)  | E     | Rossano Da Prato      |  |  |  |
|    | Italia (bandiera)  | E     | Alessandro Barsi      |  |  |  |
|    | Brasile (bandiera) | E     | Fernando Louzada      |  |  |  |
|    | Italia (bandiera)  | E     | Emanuele Giordani     |  |  |  |
|    | Italia (bandiera)  | E     | Francesco Bartalini   |  |  |  |
|    | Italia (bandiera)  | E     | Davide Malagodi       |  |  |  |
|    | Italia (bandiera)  | E     | Alessandro Martinelli |  |  |  |